# Relaciones Barbados-Colombia
Las relaciones entre Barbados y la República de Colombia se iniciaron el 1 de febrero de 1972, seis años después de la independencia del país insular, además, Barbados fue el primer país de las Antillas Menores con que Colombia entabló relaciones, después de Trinidad y Tobago.

## Agenda
Al igual que los demás países del Caribe, las relaciones entre Barbados y Colombia se basan en Estrategia de Cooperación con la Cuenca del Caribe que el país andino presta a Barbados. Los campos en los que se basa la cooperación colombiana en barbados son los siguientes:
- Capacitación técnica: a través de la agencia de capacitación técnica de Colombia, Servicio Nacional de Aprendizaje, esta ha llevado proyecto en esta rama a Barbados desde 2012, entre las capacitaciones más prominentes es a través de la institución encargada de comerciar las artesanías de los pueblos nativos colombianos. Además, esta misma institución se ha dirigido al país caribeño para que este cree una agencia de la misma naturaleza.[4]
- Educación: Al igual que en la mayoría de los países, Colombia ha llevado a Barbados el programa de bilingüismo.
- Cultura: El programa de industrias culturales de Colombia ha sido llevado a Barbados con el fin de lograr desarrollar este campo en la isla.
- Medioambiente: Este es otro proyecto que cobija a varios países del Caribe, y es lograr la gestión del riesgo a raíz del cambio climático.

En 1984 ambos países firmaron un Convenio de Cooperación Técnica y Científica, que servirá al país caribeño y al andino. Del mismo modo, en 2014, ambos países acordaron establecer un acuerdo sobre información en materia información Tributaria, con esto Barbados sale de la lista de paraísos fiscales.
En cuanto a los foros multilaterales, Barbados y Colombia han fortalecido sus lazos en cuanto a la lucha contra el problema de las drogas, ya que, Barbados, al igual que muchos de los países del Caribe, sirven como plataforma de comunicación y exportación de la cocaína a África, además, este funciona como plataforma para el lavado de dinero. Barbados, a diferencia de los otros Estados caribeño, juega un papel sobresaliente debido a que es sede de la Oficina de Naciones Unidas contra la Droga y el Delito para el Caribe y de Comisión Europea para el Control de Drogas.

## Diplomacia
A pesar de tener casi 40 años de haber establecido sus relaciones, Barbados y Colombia no tienen representación diplomática, por tanto, la Embajada de Barbados en Washington D. C. es la cargada de las relaciones diplomáticas entre el país caribeño y Colombia, de igual forma, la Embajada de Colombia en Puerto España realiza las mismas funciones para Barbados.
En cuanto a las relaciones consulares, los consulados de cada uno de los países en las ciudades anteriormente nombradas son los encargados de atender a la ciudadanía de la contraparte. Aunque, Barbados sí cuenta con un Consulado Honorario en la ciudad de Bogotá DC.
En cuanto a los acercamientos, en 2012, la Viceministra de Relaciones Exteriores de Colombia, Mónica Lanzetta, visitó Bridgetown. De igual forma lo hizo el Viceministro de Asuntos Multilaterales, Carlos Morales, en 2014. Ambas visitas fueron con el fin de fortalecer los lazos y la ayuda en cooperación que Colombia proporciona al país caribeño.

### Visas
Desde 1971, un año antes del establecimiento de relaciones oficiales, Barbados y Colombia suscribieron el Canje de Notas en cuanto a la supresión de visados. Por tanto, la relación de visas (turismo/visita) entre Barbados y Colombia:
- Los barbadenses no deberán acceder a una visa de turista para ingresar a Colombia por estadías menores a 90 días.[11]
- Los colombianos no deberán acceder a una visa de turista para ingresar a Barbados por estadías menores a 90 días.[7]

## Comercio
En 1994 la CARICOM y Colombia firmaron un tratado de libre comercio que tenía como objetivos promover el comercio y la inversión, la cooperación y la creación de joint ventures.
El principal rubro de exportación del país caribeño al país andino son los productos químicos, mientras que la balanza comercial positiva de Colombia se debe a sus exportaciones por combustibles minerales.
| País     | Exportaciones ($USD) | Porcentaje (exportaciones) | Porcentaje (importaciones) | Porcentaje (total) | Productos |
| -------- | -------------------- | -------------------------- | -------------------------- | ------------------ | --- |
| Barbados | $1 987 011           | 0,394 %                    | 0,024 %                    | 0,032 %            | productos químicos, productos plásticos, ropa, sal y azufre, productos de madera, bebidas.                                          |
| Colombia | $39 220 436          | 0,067 %                    | 0,003 %                    | 0,035 %            | combustibles minerales, productos plásticos, productos de madera, azúcar y confitería, productos farmacéuticos, productos químicos. |

FUENTE: Trade Map